# Adolf Ruhmann
Adolf Ruhmann (* 8. November 1832 in Boskowitz; † 13. November 1920 in Guggenbach, Gemeinde Übelbach, Steiermark) war ein österreichischer Papierfabrikant.

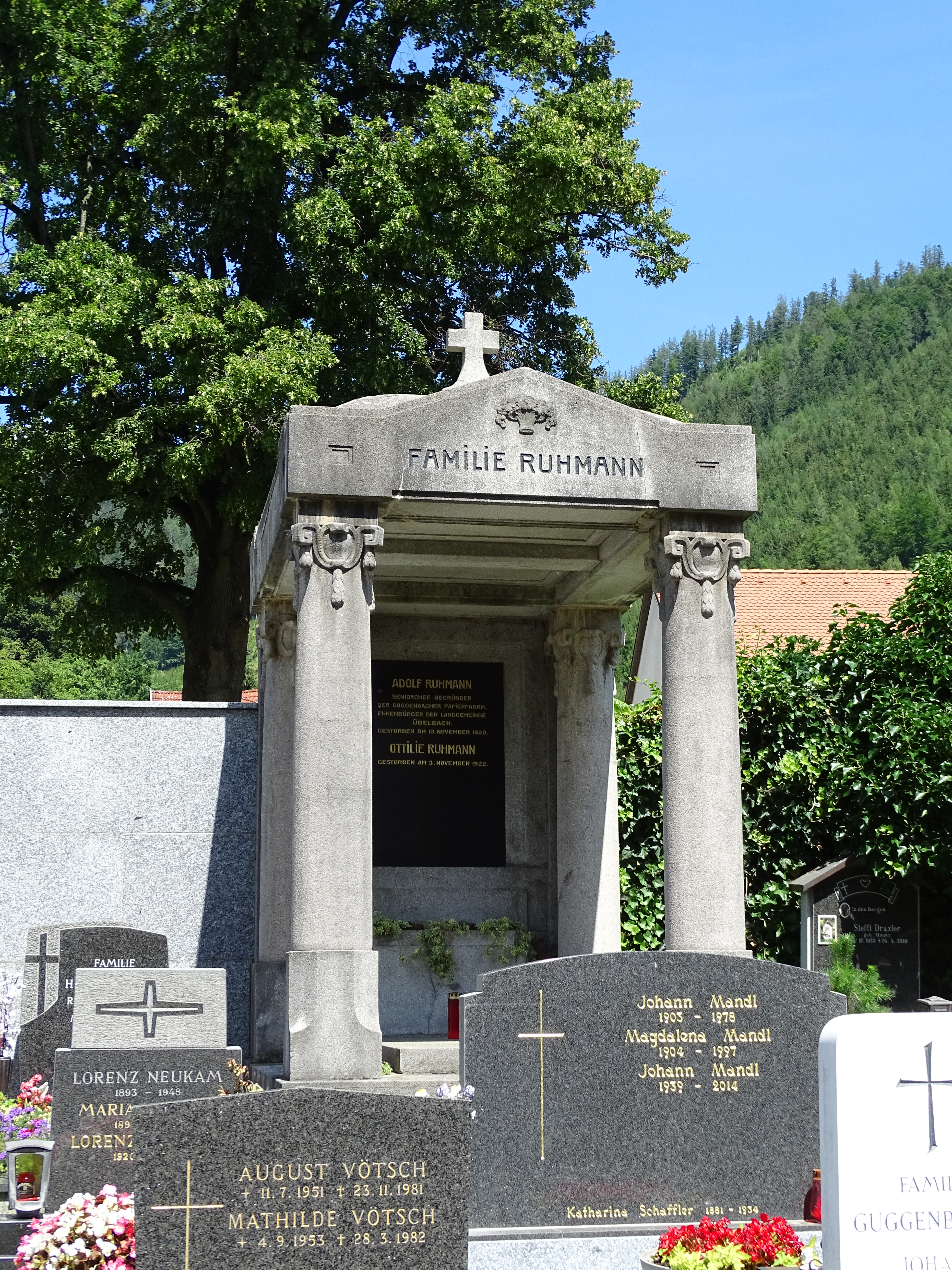
Grab von Adolf und Ottilie Ruhmann am Friedhof von Übelbach

Adolf Ruhmann wurde 1832 als Sohn des Silberschmieds Josef Ruhmann geboren. Zunächst arbeitete er in der Wiener Staatsdruckerei, handelte danach mit Petroleumlampen und eröffnete einen Hadern-Groß- und -Detailhandel für die damaligen Papiererzeugungs-Manufakturen. Er belieferte auch die Papiermanufaktur Guggenbach bei Übelbach in der Steiermark. Dort hatte man 1846 eine Holzschleife errichtet, die 1853 mechanisiert wurde. Mit deren Holzschliff und den Hadern von Adolf Ruhmann wurde die in der Nähe bestehende Maschinenpapierfabrik Sommer beliefert. Aufgrund des steigenden Bedarfs an Rohstoffen für die Papiererzeugung gründete Adolf Ruhmann im Jahre 1853 in Guggenbach seine erste Papierfirma unter dem Namen „Adolf Ruhmann – Papierfabrik“. 1876 kaufte er die soeben insolvent gewordene größere Maschinenpapierfabrik von Sommer in Guggenbach dazu. Mit diesen Fabriken setzte er seine Vision, Papier nur aus Holz und ohne Hadern herzustellen, erfolgreich um. Er erwarb dazu die Exklusivrechte für ein diesbezügliches Patent vom Erfinder Friedrich Gottlieb Keller für Österreich-Ungarn und setzte die Erfindung erfolgreich um. Seine Firma errang mit dem neuartigen kostengünstigen Papier viel Anerkennung und zahlreiche Auszeichnungen wie 1879 bei der Weltausstellung in Sydney oder 1880 bei Gewerbeausstellungen in Wien und Graz. Schon vor 1900 zählte das Unternehmen Ruhmann zu den bedeutendsten Exporteuren von Holzstoff in Österreich.
Ende der 1880er Jahre traten Adolf Ruhmanns Söhne Moritz (1858–1936) und Otto Ruhmann (1866–1938) in die väterliche Papierfirma ein, die in „Guggenbacher Maschinenpapier-Fabrik Adolf Ruhmann“ umbenannt wurde. Die Firmenerweiterung wurde vorangetrieben, und es wurden mehrere Holzschleifen und Papierwerke in der Obersteiermark erworben.
Bis zum Jahr 1904 leitete Adolf Ruhmann das Unternehmen selbst. Er verstarb 1920 und ruht in einem Ehrengrab in Guggenbach.